# Serguéi Magnitski
Serguéi Leonídovich Magnitski  (en ruso: Серге́й Леонидович Магнитский; 8 de abril de 1972-16 de noviembre de 2009) fue un abogado y auditor ruso cuyo arresto y posterior muerte en custodia atrajo la atención de la prensa internacional y llevó a investigaciones tanto oficiales como extraoficiales de fraude, robo y violaciones de derechos humanos. Magnitski había alegado que hubo un robo a gran escala por parte del Estado ruso sancionado y llevado a cabo por funcionarios rusos. Fue arrestado y finalmente murió en prisión siete días antes de la expiración del plazo de un año durante el cual podía legalmente estar detenido sin juicio. En total, Magnitski estuvo detenido 358 días en la infame prisión de Butyrka en Moscú. Allí sufrió de colelitiasis, pancreatitis y un bloqueo de la vesícula biliar y recibió atención médica deficiente. Un consejo de derechos humanos creado por el Kremlin descubrió que había recibido una golpiza justo antes de morir.
Su caso se ha convertido en una cause célèbre internacional y llevó a la adopción de la Ley Magnitski  por parte del gobierno estadounidense al final del año 2012. La ley impide a los funcionarios rusos que se creen estuvieron involucrados en la muerte del auditor que entren a los Estados Unidos o utilicen su sistema bancario. En respuesta a esto, Rusia bloqueó cientos de adopciones extranjeras. A principios de enero de 2013, el Financial Times editorializó que «el caso Magnitski es atroz, bien documentado y encapsula el lado más oscuro del Putinismo», y apoyó la idea de que los países de la Unión Europea impongan sanciones similares en contra de los funcionarios rusos implicados.
El 4 de junio de 2007, la oficina de Moscú de Hermitage fue allanada por unos veinte funcionarios del Ministerio del Interior. Las oficinas de Firestone Duncan también fueron allanadas. Los funcionarios tenían una orden de allanamiento que alegaba que Kamaya, una compañía administrada por Hermitage, había pagado menos impuestos. Esto fue algo altamente irregular ya que las autoridades fiscales rusas acababan de confirmar por escrito que la compañía había pagado más impuestos de lo normal. En ambos casos, las órdenes de allanamiento permitieron la confiscación de materiales relacionados solamente a Kamaya. No obstante, en ambos casos, los funcionarios confiscaron ilegalmente todos los documentos impositivos, corporativos y los sellos de cualquier compañía que había pagado grandes cantidades de dinero al fisco ruso, incluyendo documentos y sellos de muchas de las empresas rusas de Hermitage.
En octubre de 2007, Bill Browder fue informado de que una de las compañías que tenía en Moscú había sido juzgada por  tener supuestamente una deuda impagada de cientos millones de dólares. Según Browder, esa era la primera vez que escuchaba sobre este caso y no conocía a los abogados que representaron a su compañía en la corte.  Magnitski fue asignado para investigar lo que había sucedido.

## Revelación del escándalo
En la investigación de Firestone Duncan, el auditor de la empresa, Magnitski, llegó a la conclusión de que la policía había entregado los materiales tomados durante los allanamientos al crimen organizado, quienes luego los utilizaron para hacerse con tres de las compañías rusas de Hermitage y quienes fraudulentamente reclamaron 230 millones de dólares de impuestos pagados anteriormente por Hermitage. También aseguró que la policía había acusado a Hermitage de evasión fiscal simplemente para justificar los allanamientos para que así pudieran tomar los materiales que necesitaban para hacerse con las compañías de Hermitage y realizar el fraude impositivo. El testimonio de Magnitski involucraba a la policía, el poder judicial, funcionarios del sistema de impuestos, banqueros y la mafia rusa.
Pese a que sus acusaciones fueron desmerecidas en un principio, la alegación central de Magnitski de que Hermitage no había cometido fraude —pero había sido victimizada por lo mismo— eventualmente sería validada cuando el capataz de un aserradero se declaró culpable en el caso de «fraude por colusión previa», aunque el capataz aseguró que la policía no era parte del plan. Antes de eso, no obstante, el mismo Magnitski había sido investigado por uno de los policías que él había sido testigo de que estaba involucrado en el fraude. Según Browder, Magnitski era el hombre en que todos confiaban en Moscú cuando se trataba de casos de corte, impuestos, multas y cualquier tema relacionado con el derecho civil».
Según la investigación de Magnitski, los documentos que habían sido confiscados por la policía rusa en junio de 2007 fueron utilizados para falsificar un cambio de propietarios. Los ladrones luego utilizaron contratos adulterados para alegar que Hermitage debía mil millones de dólares a las empresas subsidiarias. Sin que Hermitage tenga conocimiento, estas alegaciones luego serían confirmadas por jueces. En cada instancia, los abogados contratados por los ladrones para representar a Hermitage, sin el conocimiento de Hermitage, se declararon culpables en nombre de la empresa y aceptaron las acusaciones, obteniendo de esta manera sentencias por deudas que no existían; todo esto sucedió mientras Hermitage no tenía conocimiento alguno de los juicios.